# タイタニアの登場人物
以下、登場人物名の下部に記載した「声：名前」はアニメ版における声優。原作に無い設定については個別に標記する。

## タイタニア一族

### 五家族当主
タイタニア一族の宗家といえる五家それぞれの当主。第2代の無地藩王（ラントレス・クランナー）ヌーリィ・タイタニアの5人の息子をそれぞれの先祖としており、この5人の嫡流子孫をメンバーとする五家の同族会議がタイタニアの最高意志決定機関である。
この5人のうちの1人が一族の総帥でもある無地藩王に選ばれ、他の4人はヴァルダナ帝国公爵の身分を有する。物語開始時点での当主は、壮年の藩王といずれも20代の四公爵であり、四公爵および無地藩王の嫡子のうちの1人が次期藩王になるものと目されていた。四公爵はいずれも独身で、ザーリッシュ以外は子を持たない。また、当主の子は作中には登場せず、その存在が言及されるにとどまる。
アジュマーン・タイタニア
声 - 三宅健太
40歳。第8代無地藩王。銀灰色の髪をした彫刻のような容姿を持つ。第3代以降の歴代藩王には際立って優れた人物はいなかったが、アジュマーンは久々に登場した傑物であり、第2代当主ヌーリィの再来と呼ばれる冷徹な切れ者である。物語開始から5年前の星暦441年に藩王に指名される。異母兄にヴァルダナ帝国軍務大臣を務めるエストラード侯爵。正妻との間に6歳の息子テオフィルスがいる他、幾人かの庶子が存在する。
四公爵を互いに競わせつつタイタニアの安泰を図り深謀遠慮を巡らせ（あるいはそのように装い）、それでいながら真意を容易に覗かせず、四公爵にとっても畏怖の対象となっている。
「天空の城」（ウラニボルグ）内で謎の刺客の襲撃を受けて負傷すると、事態の収拾をイドリスに任せ、自身は治療を理由に姿を隠して面会をイドリスにさえ制限する。そして、イドリス公爵がアリアバート公爵やジュスラン公爵と決裂してタイタニア同士の内戦となるに任せる。アリアバートの指揮によるウラニボルグ攻略が成功する目前で姿を現して停戦を命じるが、姦計を用いてアリアバートを謀殺する。
終盤で直接アジュマーンと対面したドクター・リーは、受け継いだだけのタイタニア総帥の地位に満足できず、自身が英雄となることを欲し、そのためにタイタニアを弱体化させ窮地に立たせ、自身が中興の祖となるべく策を弄したと喝破した。またジュスランは最終的に、周囲の状況に合わせて冷徹なタイタニア当主の仮面をはじめ、さまざまな仮面を被ってその役割を演じてきた空虚な人物と評している。
ジュスランに首を斬り落とされて死亡するが、自身の死亡に合わせてウラニボルグが爆破されるよう仕組んでいた。
アリアバート・タイタニア
声 - 近藤隆
27歳。上将。主に軍事を担当している。世間では次期藩王候補の筆頭に名が挙がる。四公爵の中ではリディアから好意的に、イドリスから悪意を込めて「いい人」「善人」と評される温厚な性格。白っぽい光沢をおびた金髪、青灰色の瞳、端正ではあるが没個性と評される容姿の持ち主。五家族当主に相応しい才幹を備えており、「軍事のアリアバート」と呼ばれるほどの、軍事面で四公爵中随一の実績を有する。また、ジュスランやイドリスには劣るものの事務や政務も過不足無く処理できる能力を持つ。人格、能力共に均整が整いすぎているため、五家族当主内では「欠点の無い優等生」として映ってしまうのか過小評価される傾向があった。しかしファン・ヒューリックに対する2度の敗北をきっかけに柔軟性、器量といった次期藩王に相応しい才覚を示し始める。乗艦は『ゴールデン・シープ』。
かつて、エドナ・フレデリックスと恋愛関係にあったが、エドナが軍務を優先したために関係は自然消滅していた。その後、エドナがジュスランの座乗艦『アウストラ』艦長に就き、再会したことから再び関係を持つようになる。
四公爵の中では最もジュスランと仲が良く、彼に意見を求めることが多い。ジュスランとは、表向きは母親同士が姉妹の従兄弟であるが実は異母兄弟でもあり、ジュスランの父が密かにアリアバートの母と肉体関係を結んだ結果、ジュスランと同年同月に生まれている。
戦力を充分に整え、教本とまで言われるような隙の無い兵法に則った戦い方をする。また堂々とした布陣で臨み、極力民間施設に被害が出さないよう努める。その愚直なまでの正道を貫く姿勢により常勝を重ねてきたが、当時無名であったファン・ヒューリックの邪道ともいえる奇策により、「完全武装のハイキング」とまで称したケルベロス星域会戦で完敗する。その後、シラクサ星域会戦で失地回復の機会を与えられた際はジュスランの助言を聞き入れ、ファン・ヒューリックの奇策を用いた戦術で敵艦隊を圧勝、汚名返上を果たす。しかしザーリッシュの敗死後、ポニー（いんちき）戦争におけるファン・ヒューリックとの2度目の対戦ではまたも奇策に陥ってしまい再度の敗北を喫する。その際、星間航行に支障をきたす重傷を負い、それを理由に軍籍を返上し、責任を取る形で全ての公務を辞職、最高意思決定機関である五家族会議からも辞任を表明する。この辞任をきっかけに、ウラニボルグではアリアバートを擁護するジュスランと責任を問うイドリスの対立が表面化する。そんな中、ジュスランが自身の後任として惑星バルガッシュに出立直後、藩王アジュマーンの暗殺未遂事件が発生、ジュスランがその首謀者にされる。事の真偽を確かめるべくアリアバートはイドリスに画面越しで会談するが、この両者も即時に決裂、ジュスランと合流後イドリスを首謀者に仕立て上げる形でウラニボルグと敵対することになる。
旗下の全艦をもってウラニボルグの艦隊と対峙し、満足に指揮の執れないファン・ヒューリック、ウラニボルグから指揮するイドリスの艦隊を完膚なきまでに打ち破る。その直後、アジュマーンの特使として乗艦したゼルファに射殺される。アリアバートの死は、彼を藩王にすることを望んでいたジュスランにとって大きな衝撃であり、その後のジュスランの動向に大きな影響を与えることになる。
ジュスラン・タイタニア
声 - 岸尾だいすけ
27歳。上将。主に政治・外交を担当している（謀略や恫喝といった負の面も司る）。アリアバートとザーリッシュが軍事を担当しているため実戦経験は乏しいが、その知略と洞察力により「政治のジュスラン」と評されている。乗艦は『アウストラ』。
小説では髪と瞳は褐色で、他の当主たちに比べればやや劣る平凡な容姿だが美男子の範囲には入り、また瞳が強い印象を与えるためアリアバート以上の美男子に思われることもある、とされる。本人にそのつもりは全くないが、四公爵中、敵味方や内外問わず抜きん出た存在感を示しており、他の公爵たちからも常に意識されている。
世間からはその容姿や人柄から「タイタニアの良識派」と思われがちだが、タイタニア一族らしく底意地の悪い一面も見せる。また、必要とあらばイドリスやザーリッシュさえ蒼白にさせるほどの苛烈な行いが出来ると自覚している。
次の藩王にはジュスランが相応しいと考える者も存在するが、本人はタイタニアの一員として責務を果たし才幹を発揮しながらも、自身がタイタニア当主であることに全く誇りを抱かず、タイタニアそのものも絶対視していない。次期藩王争いからも一歩引いた姿勢をとっており、他の公爵の長所、短所を観察し、誰が相応しいかを常に考えている。
イドリスが露骨に敵対意識を向けるため、世間からは公爵の中でイドリスとの不仲が囁かれる。イドリスの弟ラドモーズとリディア、バルアミー子爵とのトラブルや、反タイタニア勢力が流したイドリスを陥れる嘘情報をジュスランが五家族会議で報告したことから、敵意は一層強まり、ウラニボルグ内の派閥抗争に発展する。アリアバートが軍の指揮権を返上したため、惑星バルガシュへ赴き軍を撤退させる任に就いたジュスランが出発した直後、藩王アジュマーンの暗殺未遂事件が発生し、その主犯としてジュスランの名前が挙がったためウラニボルグを追われる立場となり、やむなくイドリスを主犯格に仕立て上げる形でウラニボルグと敵対する道を選ぶ。ウラニボルグとの決着をつけた後は、アジュマーンを退位させてアリアバートを藩王とした後、彼の補佐となり、タイタニアの権益を少しずつ廃していき、かつてのようなささやかな一貴族に戻すことを望むが、アリアバートを亡くし目的を見失う。
アジュマーンと直接対決をすべく乗り込んだウラニボルグ内で、アジュマーンの電磁鞭を受け、失明する。アジュマーンを殺すことには成功するも、その後のウラニボルグ崩壊時に膝から下を失い、フランシアと共に表舞台からは姿を消す。
タイタニア傍流の娘フランシアを侍女かつ愛人にしている。また、エルビング王国の王女リディアの庇護者となる。アジュマーンらには意図的に誤解させているが、ジュスランは自分自身には見出し難い未来を彼女に見出しただけで、リディアに対して恋愛感情はない。
アニメ版では声の出演の一番上にクレジットされており、タイタニア側の主人公的役割が強い。
ザーリッシュ・タイタニア
声 - 武虎
26歳。主に軍事を担当している。タイタニア屈指の猛将で、配下に謀略家がいれば国家を打ち建てる能力の持ち主と言われるが、実際には粗野で思慮の足りない猛将タイプの軍人ばかりが配下に揃っていて、それが弱点とされる。顎ひげのせいでジュスランやアリアバートよりも年長に見えるが実際は1歳年下である。乗艦は『タイフーン』。
多数の美女を愛人として乗艦させており、戦場へも連れて行く（アニメ版では愛人を乗艦させることはなく、戦闘訓練でもほとんど男性である）。部下からは英雄的なふるまいの一つと解釈され、羨望や尊敬の対象となっている。
戦闘では、敵を正面から押し潰すことにこだわっている。猪突猛進型の典型のように思われているが、実際の戦闘では突撃に最大限の効果が出るよう戦力を配置し、状況の変化に合わせてこまめに配置転換を行うなど尋常ならざる指揮を執っている。勇猛な戦いぶりから初代藩王ネヴィルの再来と言われ、本人もそう呼ばれることに喜びを感じている。
極力民間施設に被害が出さないよう努めるアリアバートとは違い、タイタニアの敵と判断すれば一般人相手でも苛烈な攻撃を加える性格の持ち主であり、他国の主権侵害に対する抗議がきても軍事行動で黙らせるという手段をとる。アニメ版では感情に任せた攻撃をとることも多く、エスタールがヒューリックの引き渡しに正当な手続きを求めた際には、大統領への威嚇として市街地を艦隊攻撃で焼き払うという暴挙に出ている。その後もエスタールの監獄衛星を艦隊で攻撃するなど、確実に政治問題に発展するような行動も起こしており、後にジュスランが対応に追われることになる。
バルガシュの主権を無視した軍事行動を行った際、バルガシュ艦隊から正式な使者が訪れた際にも会う必要がないと判断して砲撃で追い払ってしまう。さらに艦隊の降下を阻止しようとしたバルガシュ艦隊の駆逐艦を問答無用で砲撃したことで、バルガシュ艦隊に反撃する口実と自衛権の行使という大義まで与えてしまう（ザーリッシュ自身は勝利を確信していたので問題にはならないと判断した）。
ザーリッシュに仕えている軍人たちは彼を絶対的存在と考えており、忠誠心に厚い反面主体的な判断力に欠ける者が多い。バルガシュ正規軍との砂漠での戦闘中に旗艦タイフーンが撃沈された時、ザーリッシュを護るため自らの船を盾にしようとした艦が続出して隊列が乱れたことと、ザーリッシュに代わる人材がおらず指揮官を欠き統制を失ったことで、ザーリッシュ艦隊は壊滅する。
弟アルセスを嫌いぬいているものの母テリーザには甘く、アルセスの死に取り乱すテリーザをなだめるためファン・ヒューリックの逮捕に全力を注ぐようになる。ヒューリックを追ううちに次第に感情の起伏が激しく理性と自制心に乏しいという短所が露となり、さらに家庭の不和に由来する判断ミスなどが重なり、そこを突かれて敗死する。一方で胆力は非常時でも失われることがなく、旗艦撃沈時も倒れている部下たちを自ら担いで救助に当たり、皆の安全を確認しつつ自身が脱出するのは後回しにするなど、臆病という言葉とは無縁でもある（アルセスの場合はヒューリックたちの攻撃が本格化すると指揮を投げ出して旗艦の自室にあるベッドの中へ逃げ込み、戦況をより一層悪化させてしまっている）。
愛人との間に何人か庶子がいるが、その幼い子らを含めてザーリッシュの死後に当主の座を継ぐ者なく終わる。
アニメ版ではアルセスを嫌ってはいるが、不仲というほどではない。また、短慮で粗雑な言動が目立つ。
イドリス・タイタニア
声 - 吉野裕行
24歳。上将。ヴァルダナ帝国近衛軍団司令官であり、エストラードの死後は軍務大臣を兼任する。ウラニボルグで主に内政を担当してきたため実戦経験は乏しい。四公爵の中で最も上昇志向が強く、次期藩王の座を狙っていることを隠そうともせず他の三公爵を露骨に敵視しているが、最年少ということもあり次期藩王候補としては最後に名が挙がる。乗艦は、アニメ版では『ファイアー・バード』。小説版ではウラニボルグ内から指揮を執っており、乗艦していない。
容姿はアリアバート以上の秀麗さであり才気も備えているが、常に傲岸不遜な態度で何かといえば他人相手に波風を立て、ヴァルダナ皇帝からも憎悪されている。この性格は、前当主の父（アニメ版ではセオドアという名前）が宇宙船事故による傷の痛みを紛らすため阿片中毒者になった状況を見ながら育ったことで形成された（アニメ版では、事故の後遺症で衰弱していく父を見ながら育ったこと、年齢を理由に当主の交代が認められなかったこと、またそれらをばねに現在の地位に伸し上がった経験などによるものとなっている）。
イドリスは華々しい武勲を挙げているアリアバートとザーリッシュを藩王争いのライバルと見ているが、ジュスランは藩王位争いのライバルとは努めて意識していない。しかし、会議でアジュマーンが最後に意見を求めるのは必ずジュスランであり、彼の意見をアジュマーンは最も尊重しているように感じており、そのことに苛立ちを覚えている。
異母弟ラドモーズとリディア、バルアミーの事件や、反タイタニア勢力が流した嘘情報の件で、ジュスランを敵視するようになる。
他人の能力を信じておらず、最終的に自分で直接実行しなければ納得がいかない。部下を信じず、育てる努力をしなかったため、有能で信用の置ける部下が全くいない。13歳の末弟ゼルファは彼を尊敬しているが若年で腹心と頼むわけにはいかず、不満があっても弟のラドモーズを引き立てるしかなかった。
アリアバートとは対照的にアジュマーン暗殺未遂事件以降、藩王に近い位置を占めるにつれて柔軟性と器量の不足が目立ち始める。しかし部下の進言を聞き入れようと努力する様子も示している。
アリアバート、ジュスラン連合に対し、囮としてファン・ヒューリックを指揮官に登用し、ザーリッシュの残存艦隊でエルビング王国討伐を命じるが、アリアバートは全艦をウラニボルグへ向かわせることとなり、直接対決することになる。ファンが十全な指揮を執れなかったこともあり、アリアバートの艦隊指揮に終始押され、数の優位も活かせず惨敗する。
政治的手段としての女性関係はあるが、これと決まった相手はいない。テオドーラ・タイタニアと何度か関係を重ねている。
アジュマーンがラドモーズを巨艦「黒太子」の指揮官に命ずるなどの措置から次第に離反し、ヴァルダナ皇帝からイドリスの爵位や地位を全て剥奪されるに至って、アジュマーンを討つことを決意し、ウラニボルグ内部で同じくアジュマーンを撃つことを目的とするジュスランらと共闘する。そしてアジュマーンを追いつめるも、返り討ちにあい死亡する。
アニメ版では、味方の足を引っ張り部下を使い捨てるなど狡猾で冷酷な策士として描写されているが、プライベートでは意外な弱さも見せる。また当主としての激務に苦しんでいた父に代わり当主を継ぐことが年齢の問題で認められず、社交界においても嘲笑の対象となっていたイドリスをジュスランだけが親身になって気遣っており、イドリスもそのことについては素直に感謝している場面も描かれている。

### 当主の近親
当主の親兄弟など、タイタニア五家族に最も近い血の保持者。
エストラード・タイタニア
声 - 宗矢樹頼
42歳。ヴァルダナ帝国侯爵。軍務大臣。アジュマーンの異母兄。軍人としても政治家としても活躍し、第8代無地藩王の最有力候補と目されていたが、弟アジュマーンが当主を継いで5年前に藩王となり、内心に不満を抱いていた。そのため反アジュマーン派のヴァルダナ貴族が接触を図るが、それを息子バルアミーが反タイタニアの陰謀として処断させようとした矢先に、酔って階段から転落し、不慮の事故死を遂げる。
アニメ版では反アジュマーン派に同調して積極的に陰謀に加担し、ヴァルダナ帝都リュテッヒでクーデターを起こすも失敗に終わり不慮の死を遂げるが、公式には「反乱分子の巻き添えで死亡」とされる。
バルアミー・タイタニア
声 - 保志総一朗
18歳。ヴァルダナ帝国子爵。エストラードの長男。ジュスランの高級副官となるが、完全にジュスランの配下になったわけでないと気を張っている様子が見られる（ジュスランはその気骨に好意を持っている）。事実上の職務はリディアの子守で、「バル」と愛称で呼ばれて振り回される。
リディアにちょっかいを出したラドモーズと乱闘騒ぎを起し、ジュスランの高級副官を解任され、ティロンに左遷される。ジュスランがウラニボルグから追われたことを知ると、アリアバートの元へ向かい、ジュスラン部隊に参加する。
ジュスランに従いウラニボルグ内部にも潜入するが、ジュスランの命を受けリディア姫を連れエルビング王国を訪れ、滞留する。姫が王位につく前に共にジュスランとフランシアを探しに出ることを誓う。
アニメ版ではリュテッヒにある自宅で長期謹慎になった後、ジュスランの手により辺境のバルガシュへと左遷されるが、バルガシュでザーリッシュが横死したために緊張状態となり、左遷先がティロンに変更される。
ラドモーズ・タイタニア
声 - 大川透
17歳。ヴァルダナ帝国男爵。イドリスの異母弟。体格は逞しく性格は粗暴。イドリスが軍務大臣に就くと後任の近衛軍団司令官に任命されるが、就任早々リディア姫をからかい、制したバルアミーと乱闘騒ぎを起こし、喧嘩両成敗の措置で両者が解任される。周囲はラドモーズを非としてバルアミーに同情的であり、イドリスまで物笑いの種になった。
イドリスはザーリッシュ兄弟を反面教師としてラドモーズを引き立てようとしていたが、本人は自分の能力でその地位を得たと思っており、周囲が能力を認めないことにいらだっている。イドリスへの発言によれば、藩王の地位を熱望する兄の役に立ちたいと思っており、自分が高い地位に就けば公務に忙殺されている兄を助けられると考えている。イドリスはラドモーズに迷惑しているが、嫌ってはいない。
ザーリッシュ残存艦隊をファン・ヒューリックが指揮してエルビング王国討伐を行う命をイドリスが発した際には、ラドモーズが副官として「正直じいさん二世」号に乗り込む。アリアバート艦隊に対し戦闘行動に入らないことに業を煮やし、艦隊指揮権を奪うが大敗。ヒューリック一党に取り押さえられ、睡眠薬で眠らされたまま救命艇で放逐される。
その後、ウラニボルグに帰還。アジュマーンの命を受け、巨艦「黒太子」に指揮官として着任し出撃する。
味方の犠牲を問わない砲撃でアリアバート・ジュスラン艦隊（およびウラニボルグ駐留艦隊）に壊滅的な打撃を加えるが、追撃は行わずウラニボルグにとって返し、今度はウラニボルグを砲撃、イドリスに対しそれまでの不満をぶちまけると共に叛乱を起こす。
最後は黒太子の艦橋士官たちに撃ち殺される（それまでにラドモーズが味方艦を巻き込む砲撃命令に従わない士官を射殺している）。
ゼルファ・タイタニア
イドリスの末弟。13歳。イドリスからはラドモーズより遥かに高い評価と期待をされているが、幼いために公務には就いていない。
艦隊決戦がアリアバートの一方的な勝利に決しようとしたときに姿を現したアジュマーンの命を受け、アリアバート、ジュスランへの使者として会談、その場でアリアバートを射殺する。
ドクター・リーの提案により、ファン・ヒューリックと引き換えに「正直じいさん二世」号に引き取られる。マフディーに命じられたトイレ掃除を丁寧に仕上げる、ミランダが「公女」であることを知ると礼を尽くした丁寧な口調になるなど、根は素直なようである。
一連の性格を間近で見たヒューリックたちには、イドリスの弟であること自体を疑われることもあった。藩王と四公爵の死後はミランダとカジミールの養子に引き取られた模様である。
テリーザ・タイタニア
声 - 佐々木瑶子
50歳。ザーリッシュとアルセスの母。最愛の息子アルセスの死に狂乱し、ザーリッシュに仇を討つよう口やかましく命じる。そのザーリッシュが敗死するや、それまでの冷遇を忘れ去って「可愛いザーリッシュ」呼ばわりし、「その遺志を継ぐべく」公爵位を要求する（その裏には、テリーザを操って実権を握ろうとするテオドーラがいた）。アジュマーンが刺客に襲撃された際には、それがジュスランの仕業だと騒ぎ立てる。負傷したアジュマーンが入院した後に、イドリスに問い詰められヒステリーを引き起こして卒倒し、軟禁同様に入院させられた。
酒毒により致死状態になるが、「タイタニアは腐るよりは戦いの中で死すべき」との考えのイドリスに射殺される。
アニメ版では当初は穏やかかつ大らかな性格で、アルセスだけでなくザーリッシュのことも可愛がっていたが、アルセスを失ったショックでヒステリックな性格に変貌している。
アルセス・タイタニア
声 - 草尾毅
23歳。ヴァルダナ帝国伯爵。ザーリッシュの弟でテリーザの息子。テリーザは素晴らしい息子と溺愛しているが、母親の愛を独占していること、趣味や性癖に対する嫌悪などからザーリッシュには嫌われている。いつもヒューリックをヒューレンと呼び間違える。
美貌と明敏な洞察力の持ち主で、学識教養は兄を凌ぐ。兄の公爵位を狙っており、野心は人一倍強いが、中央にいるタイタニアの軍人や役人たちからは疎まれている。自負するほどに有能ではなく、職務に対する熱意も薄く、部下の監督を全く行っていない。そうしたこともあって、ザーリッシュによってエーメンタールに飛ばされている。
男色家であり、かなりの猟奇趣味の持ち主で拷問好き。自分で手を下すのではなく、部下にやらせて鑑賞するのが趣味。アニメ版では幼虫のような巨大な虫を肉食魚の水槽に投げ入れる事を趣味としている。
一時ヒューリックを捕縛するも逃走され、ヒューリックの居所を聞き出すためリラとデ・ボーアを逮捕し、デ・ボーアを拷問にかけてヒューリックの逃走を知る。その後、リラを軟禁してヒューリックを誘き出そうとするが、リラに飼っていた肉食魚の池へ突き落とされて顔の半分を喰われ、その傷を仮面で隠すようになる。リラを殺したことでヒューリックの怒りを買い、ウラニボルグに帰還しようとするが、ヒューリックらに搭乗艦を捕捉され、イドリスにも見捨てられ、ヒューリック自身の砲撃で死亡した。
人望がないアルセスの死は良い厄介払いにはなったが、ザーリッシュ親子の復讐劇が始まるきっかけにもなってしまう。
アニメ版では、デ・ボーアを裏切らせてリラを逮捕する。イドリスとベルティエの入れ知恵により、リラの公開処刑を発表し、ヒューリックをおびき寄せることに成功した。漫画版ともども猟奇趣味の描写は抑えられ、出世欲と兄への対抗意識が目立つ。

### 傍系
主流からは離れたタイタニア一族。ある程度離れると、血族であってもタイタニア姓を名乗れない。
フランシア
声 - 牧島有希
18歳。ジュスランの愛人。元々はジュスランの小間使いだった。ジュスランが本心を吐露する数少ない相手。ただし性格は大人し過ぎ、控え目過ぎでジュスランは物足りなく思っている様子。ジュスランとは20親等程離れており、タイタニア姓を名乗っていたのは彼女の外祖父までだった。しかし、タイタニア一門として認められてはいたようで、その縁によってフランシアが16歳の時にジュスランに紹介された。
ウラニボルグへ向かったジュスランらの後を追い、ウラニボルグへ潜入。最後は傷ついたジュスランと共に生還し、タイタニアから離れて宇宙のいずこかへと2人で旅立つ。
テオドーラ・タイタニア
伯爵家の令嬢。ただし庶子である。跡目相続争いでの有利な取り計らいを望んでイドリスに接近、条件として肉体関係を迫られたためジュスランとアリアバートを当たったが、よい返事をもらえなかったためイドリスの条件を飲む。伯爵夫人の称号を得た途端、さらに上を目指すという、才覚・野心共にイドリスをも超える野心家。
容姿は青みがかった白金色の髪と水色の瞳を持ち、少々顎が張ってはいるものの、水準以上の美女。
エルマン・タイタニア
42歳。ヴァルダナ帝国伯爵。本流でも末端でも無い身分。タイタニアのため働くこともなく悠々自適の生活を送っていたために、出世に興味のない人物と思われていた。ファン・ヒューリック救出のための情報工作の材料としてドクター・リーに拉致された際、反タイタニア派とタイタニアの間の橋渡し役になることを提案する。ドクター・リーもその提案を受け入れて、エルマンは解放され、アジュマーンからも了承を取り付けたため、2勢力間を取り持つことになる。この時、リーはエルマンに「流星旗軍のドクター・リー」と名乗ったため、ヒューリック一党を流星旗軍異端派と捉えている。
強大なタイタニアが内部から腐敗しないためには強い敵が必要で、ヒューリック一党にその役目をしてもらう必要があると考えている。次の藩王にジュスランが就き、アリアバートが補佐をする体制が理想と考えていたが、2人がウラニボルグと敵対した後はウラニボルグ側に就き、ヒューリック一党を自陣営に取り込もうとする。
アジュマーン、四公爵全てが死亡（厳密にはジュスランは行方不明ではあるが）した後のタイタニア一族への指示は、エルマン伯の名義で出される。

### タイタニアと共に行動する人物
リディア
声 - 名塚佳織
10歳。弱小なエルビング王国の第二王女。天真爛漫かつ聡明な少女。元気で、逆境に全く苦悩することなく、世話役のバルアミーをいい意味で翻弄している。本音をはっきり言う性格が、本音を隠す生き方を強いられてきたジュスランに気に入られる。また、時折物事の核心をついた発言で高く評価されてもいる。好物は歳相応の甘いお菓子。エルビング王国が抱える多額の借金の肩代わりを申し込むため、タイタニア一族中「最も話のわかる」とされているジュスランの仕事先を訪れ、行儀見習いの客人兼借金の形としてジュスランの保護下で暮らすことになる。その後はウラニボルグ内で「ジュスラン・タイタニアの秘蔵っ子」としてエルビング王国国王よりも遥かに厚い待遇を受けることになる。その後、バルアミーとラドモーズの乱闘騒ぎで、自主的に本国に帰還するようアジュマーンからジュスランに求められるが、見かねたアリアバートが後見人となることで再び滞在を許される。
アニメ版では、エルビング王国が反タイタニア派との繋がりを疑われ、忠誠の証として鉱山利権を要求された際、鉱山の代わりにリディアが人質となることで決着する。また、直接アジュマーンの居室に乗り込もうとする子供らしい大胆さを見せ、アジュマーンを苦笑させる。それもあってか、前述の乱闘騒ぎでアジュマーンはリディアには甘い処置をしている。またファン・ヒューリックを捕らえるためにイドリスが採った策の意図を見抜くなど、幼いながらも鋭い洞察力を持ち、ジュスランからは将来が楽しみだと期待されている。
ウラニボルグへ向かったジュスランをエドナ・フレデリックス艦長と共に「朝焼けの女神（アウストラ）」で待つ。1人戻ってきたバルアミーの無事を喜び、エルビング王国へと帰国する。

## ヴァルダナ帝国

### 皇族
ハルシャ六世
声 - 中博史
35歳。ヴァルダナ帝国第18代皇帝。タイタニア一族の傀儡に成り下がっていることに不満を募らせているが、自分の周りをタイタニア一族の息のかかった者で固められているため、何もできない。タイタニアの中でも特に傲慢なイドリスを嫌っている。ケルベロス海戦で勝利したヒューリック提督がいずれタイタニアを撃ち滅ぼす救世主になってくれないかと期待しているところがある。
ハルシャ五世
故人。先帝であり、ハルシャ六世の父。タイタニアがおとなしく宇宙が平和なら、己が傀儡でも何の問題もないと割り切っていた。古典芸術を熱心に研究し、6冊の著作を残している。著作は、いずれも専門的に高い評価を受けている。
アイーシャ
ヴァルダナ帝国皇后。ハルシャ六世の妻。タイタニア一族に不満を募らせる夫を宥めている。「タイタニア憎し」で判断力がなくなっている夫と比べ、冷静に物事を判断している。

### 大臣
サロモン
声 - 平野正人
ヴァルダナ帝国宰相。ハルシャ六世の意を受けタイタニア排除のため暗躍していたが、タイタニアには筒抜けになっており、他の反タイタニア派への見せしめとしてハルシャ六世の誕生式典の場で殺害された。
ザグデン
声 - 園部啓一
ヴァルダナ帝国内務大臣。反タイタニア派の一人だが裏ではタイタニアと繋がっており、タイタニアに情報を流していた。
アニメ版ではこの設定は削除され、他の貴族と共にエストラードを扇動しクーデターを起こさせた。クーデターの失敗後は首謀者として拘束された。
ヘラウァー
声 - 田中完
ヴァルダナ帝国司法大臣。反タイタニア派の一人でエストラードを扇動した罪により自決させられた。
アニメ版ではクーデターの首謀者として拘束された。
ヌニエス
声 - 伊藤栄次
ヴァルダナ帝国民政大臣。反タイタニア派の一人でエストラードを扇動した罪により自決させられた。
アニメ版ではクーデターの首謀者として拘束された。

### 軍人
ボルドレーン
声 - 御園行洋
38歳、中将。アリアバートの幕僚。アリアバートに8年仕えている。
パウルセン
声 - 最上嗣生
27歳、少将。アリアバートの幕僚。アリアバートに8年仕えている。ヒューリックとアリアバートの2度目の対決の時、タイタニアの力を過信した発言をする。この発言が、アリアバートにタイタニアへの疑問を芽生えさせる。
グラニート
声 - 青木強
35歳、中佐。ザーリッシュの副官。ザーリッシュに付いて3年になる。旗艦タイフーンでザーリッシュに戦況状況を知らせたり、集めた情報の説明などをしている。
ザーリッシュを絶対的存在と考える風潮のある幕僚たちの中で唯一、理性的にザーリッシュに意見が出来る人物だが、ザーリッシュはその進言を聞き入れなかった。ザーリッシュの最期を見届けた人物。ポニー戦争に参加し、ファン・ヒューリックとの2度目の戦いで、アリアバートが重傷を負うシーンを見届ける。
アニメ版ではザーリッシュの命令を愚直に実行しようとする、他の幕僚と似た性格になっている。コミック版では度重なる進言を煙たがられ、バルガシュ艦隊との戦闘中に副官を解任されている。
カイツ
少佐。ザーリッシュの幕僚の一人。コミック版では解任されたグラニートに代わり、一時的にザーリッシュの副官を務める。
エドナ・フレデリックス
27歳、大佐。タイタニア全軍の中で100名もいない女性艦長の一人。ジュスランがバルガシュに派遣される直前、ジュスランの旗艦である「朝焼けの女神」（アウストラ）の艦長に任じられる。彼女の強気の判断のために、ウラニボルグとジュスランとの間の亀裂が決定的なものとなる。10年前にアリアバートの部下であり、その時、2人は恋人となるが、エドナは恋より仕事を優先したため、人事異動で2人の部署が離れると疎遠になっていた。ジュスランが知る唯一のアリアバートの浮いた関係。
ノスティッツ
准将。ジュスランがバルガシュ派遣のため、ウラニボルグを離れたすぐ後に、藩王アジュマーンが狙撃される暗殺未遂事件が起こり、その首謀者としてジュスランの名が挙がったため、イドリスがジュスラン逮捕を命令する。ジュスラン逮捕のため派遣された艦隊の司令官。エドナの詭計のために捕らえられてしまう。

### 官僚・役人
オブノール
声 - 小形満
アジュマーンの家令。アジュマーンが心境を吐露する数少ない相手。
ドナルド・ファラー
タイタニア藩王府参事官。年齢は40代半ば。選挙をこよなく愛する人物。選挙についての情報を集め、結果を予測し、不利と見た選挙がある惑星には自ら赴き、タイタニア派の議員を一人でも多く当選させるために選挙応援と裏工作を行っている。アジュマーン曰く「全宇宙で一番の民主主義者」。バルガシュにおいてファン・ヒューリックを発見したため、ヒューリック捕獲の任務を与えられたが、彼自身はアクションやテロを軽蔑しているため、非常に不本意な仕事であった。本人は藩王争いの派閥争いから距離を置き、あくまで中立的な立場でいたいと考えている。
ドナルド・ファラーの秘書
名前は不明。アルセス・タイタニアの元部下。アルセスの命を受けてコンプトン・カジミールの声帯を潰した人物。このため、コンプトンの妻であるミランダに命を狙われている。ミランダの暗殺の手から逃れるため転属を願い出て、ドナルド・ファラーの秘書となる。3度目のファン・ヒューリック逮捕に貢献する。
アニメ版では登場しない。コミック版では「アシモフ」という名前が設定されている。

## 反タイタニア勢力

### ヒューリック一党
ファン・ヒューリック
声 - 小西克幸
反タイタニア側の主人公。28歳。髪の色はにんじん色の青年。一目観た時、大半の人が受ける印象は、いい加減を絵に書いたような青年。元エウリヤ都市艦隊司令官代理。周囲の人物は「提督」と呼んでいる。
手に職を持たなかったため、商館や商船で事務の仕事をしていた。乗っていた商船がタイタニアに拿捕されたため、4年間の収容所生活を強いられる（アニメ、コミックでは1年間）。婚約者がいたが収容所から帰ってみれば他の男と結婚しており、自分は無職になっていた。このことからタイタニアを快くは思っていない。職探しの末にエウリヤ軍へ入隊し、入隊支度金だけもらって逃亡しようとするも失敗。砲術の才能を示して25歳から28歳の3年間で軍曹から大佐にまで昇りつめる。コミック版では艦隊運用の講義中での才も見せている。
上官が急病になったという理由で急遽、ケルベロス星域会戦直前に司令官代理に指名され、砲術士官の経験からワイゲルト砲を使った接近砲戦を考案、実行。アリアバートに勝利してしまう。元々エウリヤ政府は「若手急進派の暴走」という事で処理するつもりだったのが、「勝ってはならない戦争に勝ってしまった」ためエウリヤを追放される。200年間戦争で負けたことが無いタイタニアに勝利したことで、周囲に過剰な期待を寄せられることになる。
ヒューリック自身は政治の都合に振り回される宮使いはこりごりと考え、民間の職を探すため惑星エーメンタールにやってくる。到着後リラ・フローレンツという女性に出会い職業案内所を紹介して貰う。そこで職探しをしていると、いきなりエーメンタールタイタニア領事館の兵士に取り囲まれ捕縛されてしまう。捕縛後、アルセス・タイタニアの前に引きずり出され、自分を雇いたいので、素直に雇われるか、タイタニアと敵対するか選べと言ってくる。ヒューリックは地方役人程度と考えていたが、タイタニア側は爵位をあたえるつもりであった。ドクタ・リーが後に自分が藩王なら四公爵に次ぐ地位を与えるだろう言っている。そんな時、タイタニアに戦争で勝利した自分を反タイタニアのシンボルとして勝手に担ぎ出そうとするリラ・フローレンツとその恋人のフロリモンド・デ・ボーアという、たった二人のおままごと組織が実力行使でファンを誘拐する。この誘拐のためヒューリックは事実上の逃亡者にされてしまう。逃亡中にミランダに誘拐され、脅迫に近い勧誘で、密輸を専門として扱う「正直じいさん」号のクルー（事務次長）となる。タイタニアに追われているが敵対するほどの恨みはなく、お互い距離をとって近づかないし、相手にしない関係でいたいと思っていた。
しかし、リラ・フローレンツが死亡した事を知った（アニメ版では目の前で殺害された）ヒューリックは復讐の為、アルセス・タイタニアを殺害する。そのためタイタニア側から敵と認定され（小説ではザーリッシュ家の私怨。アニメではタイタニアの公敵）、タイタニアとの戦いに身を投じ、ザーリッシュの戦闘で殺害、アリアバートを再び打ち破る事となる。
エルマン・タイタニアに導かれウラニボルグへやって来た一行は、イドリスからザーリッシュ残存艦隊を率いてエルビング王国を攻めることを命じられる。ヒューリック自身乗り気でもなく艦隊のタイタニア兵を掌握するよりも早く、アリアバートが全軍を率いてウラニボルグへ進撃。戦術上の罠を見抜いて攻撃を控えさせていたが、同行していたラドモーズが激発し指揮権を奪われ戦闘に突入するも、ろくな指揮が執れずに惨敗するが、「正直じいさん二世」号は深入りせずに逃亡。
物語中の後世の評価によれば、「藩王アジュマーン時代の軍人」といった程度で、あまり高い評価はされていない。
コミックス版では賢明というより狡猾、不真面目というより不良といった性格になっている。
リー・ツァンチェン
声 - 堀内賢雄
27歳。出身はバルガシュ。ニックネームは「ドクター・リー」。職業は宇宙海賊。13隻の海賊船団を率いるリーダー。海賊集団「流星旗軍」幹部の甥。若くして哲学博士号をとった天才。「タイタニアの勃興と滅亡」という研究テーマを掲げているが、「タイタニアが滅亡する気配が無いため、しかたなく自分でタイタニアを滅ぼす」という動機で、戦いの渦中にいる。変わり者で、人を見下す態度をとり、言葉を選ばないため、流星旗軍内で嫌われ孤立している。人望が全く無いため部下が集まらないが、バルガシュ周辺で活動する海賊の幾つかは、リーが招集をかければ叔父の義理でイヤイヤながら集まる。
リトル・ビッグホーンの戦いで流星旗連合軍といさかいを起し、連合軍を脱退して宇宙をさまよっていると「正直じいさん」号とたまたま出会う。その船にケルベロス星域会戦でタイタニアに勝利したファン・ヒューリックを発見し、そのまま「正直じいさん」号に居座り、世界情勢の解釈や戦略的知識をミランダやファン・ヒューリックに勝手に吹き込む講義をしながら、ヒューリックのウォッチをはじめる。
リラ死亡（アニメ版では公開処刑を実行するという発表）の報が、ファンにとって反タイタニアの強い動機になると判断したため、アルセスへの復讐に積極的に参加する。
アニメ版では、当初特に何もしていなかったが、リラ救出作戦以降は反タイタニア武装組織との連携や、自分の小艦隊をファンに指揮させるなど積極的に参戦する。特に講義を勝手に始めるシーンはなく、嫌味を言うツッコミの立場になっている。
リーの部下
情報工作や独自のネットワークを使った情報収集が得意。白兵戦や艦隊戦に置いて、個々の攻撃力は弱いが、機動性と組織力を生かし、素早い動きで攻撃をかわし、集団で襲いかかる戦法が得意である。数は300名程度。
アニメ版では、アルセス暗殺後にリーの元を離れる。
ミランダ・カジミール
声 - 皆川純子
28歳。タイタニアに滅ぼされたカサビアンカ公国の元公女。大柄で豪快、体格・膂力・漢気のすべてにおいてヒューリックを上回る女傑。密輸船「正直じいさん」号のオーナー兼密輸商人。3年前にカジミール船長と結婚した。既に公国再興の意志は無いが、知り合いが逃亡者にさせてしまったことに負い目があるため、ヒューリックを養っている。アルセスの暗殺が成功したことでタイタニアに追われる立場となり、反タイタニア運動に加わる。
アラン・マフディー
声 - 大原崇
22歳。元ヴァルダナ軍中尉。エーメンタールでヒューリックを捕らえる任務に当たっていた。密かにミランダと手を組み、軍の物資を横流ししていた小悪党で、エーメンタール脱出の際に通行証代わりに「正直じいさん」号に拉致され、以降タイタニアに封鎖された預金を取り戻すため会計役となる。
アニメ版では普段は弄られキャラの立場に甘んじながらも、リラ救出の資金をイカサマポーカーで稼ぎ出してみせたり、医者に変装して監獄衛星へヒューリックを助けに行くなど、原作よりも積極的に活動する。
ミハエル・ワレンコフ
声 - 斧アツシ
27歳。元エウリヤ軍中尉。体格は2mを超える巨漢。大柄な体格に似合わず身のこなしが軽く、格闘戦に向いた高い身体能力を持っているが、格闘戦に向かないおっとりした性格をしている。エウリヤの士官時代、ヒューリックやパジェスと仲が良く、ケルベロス星域会戦に際して副官に任命される。会戦後に戦犯としてタイタニアに差し出されかけるが脱走し、パジェスと共にヒューリックに合流する。後にザーリッシュと格闘することとなる。
ウラニボルグ内で銃撃により死亡。
アニメ版では、ヒューリックの部下のほとんどが戦犯としてエウリヤの収容所送りになるが、ワレンコフ等はエウリヤ崩壊の混乱に乗じて脱走する。
ルイ・エドモン・パジェス
声 - 神谷浩史
26歳。元エウリヤ軍中尉で情報参謀。喰うために軍人になる。エウリヤの士官時代からヒューリックらと仲が良く、ケルベロス星域会戦に際して副官に任命される。戦犯としてタイタニアに差し出されかけるも脱走し、ワレンコフと共にバルガシュの歓楽街で日雇いのバイトをしながらファンを待っていた。情報の収集と分析、説明の能力に優れ、オペレーターや副官として優秀である。うわさ話や目視による敵情視察などで、的確に敵の戦力を知る能力にも長けている。
アニメ版では、情報工作面でも優れている。リラ救出作戦ではドクター・リーの部下顔負けの情報工作を行っている。
コンプトン・カジミール
声 - 無し
「正直じいさん（オネスト・オールドマン）」号の船長。3年前にミランダと結婚した。アルセスの拷問によって声帯を潰される。普段は温厚で思慮深い人物だが、タイタニアとのトラブルに自ら首を突っ込んだりと大胆な行動をすることがある。ドクター・リー曰く「一番大胆なのはミランダと結婚した事」。操船技術が高い。
ザーリッシュ艦隊との戦いで、「正直じいさん」号を失う。ファン・ヒューリックはこの時「俺が何とかする」と新たな船をコンプトンに与える事を約束する。ボニー戦争の時、ヒューリック一党はバルガシュ政府より巡航艦を与えられる。彼らはこの船を、「正直じいさん二世」号と呼んでいるが、バルガシュ政府の正規軍人がこの船の運用をしているので、コンプトンがこの船でどのような立ち位置なのかは不明。
ロドリゲス
「正直じいさん」号の事務長。ミランダによると「あと9回新年が来ると1世紀生きてることになる」高齢。非公式ルートの検問を通過するためのコネ作りを担当している。

### レジスタンス
リラ・フローレンツ
声 - 矢作紗友里
エーメンタールで逃亡者としてタイタニアに追われていたヒューリックをかくまった少女。カサビアンカ公国再興を目指す反タイタニア・グループのメンバーで、カサビアンカ公妃の元侍女の孫。ヒューリック好みの容姿の美女で、彼好みのオムレツを作る。デ・ボーアと恋人同士で、夢見がちな彼の夢に引きずられて二人で公国再興ごっこをやっている。ファンの足取りがつかめないアルセスは二人を逮捕し、デ・ボーアは拷問を受ける。囚われていたリラは、アルセスに一矢報いようとし、アルセスと共に肉食魚のいる水槽へと落ち、リラだけが死亡する。
アニメ版では、同志のデ・ボーアの裏切りで逮捕され、反タイタニア運動家として公開処刑が決定する。ヒューリックは救出作戦を実行するが、結局リラを助ける事は出来なかった。原作と異なり、アニメ版の彼女に関してはヒューリックとの悲恋が大きなウエイトを占めている。
フロリモンド・デ・ボーア
声 - 遠藤大智
反タイタニア・グループのメンバーでカサビアンカ公国元大蔵大臣の遺児。公国再興を夢見る男で、恋人のリラと共におままごと組織で公国再興ごっこをやっている。後にアルセスによって拷問を受け（コミック版では自白剤の副作用によって）廃人となり処刑される。
アニメ版では自らの意思でリラを売り、タイタニアへ寝返る。ヒューリックを逃がしたリラに「見損なった」と言っておきながら平然と裏切り、タイタニアの軍服に身を包んで宛て付けのようにリラの前に現れるなど、卑劣漢として描かれている。ヒューリックがアルセス邸を強襲した際にリラに殴られ、気を失う。
イブン・カシム
声 - 最上嗣生
30代後半の医師。バルガシュで20名程度の反タイタニア組織のリーダーをしている。タイタニア系化学工場の事故で妻子を失ったため、タイタニアに恨みを抱いている。バルガシュでのファン・ヒューリック3度目の逮捕の時、彼が囚われていたホテルの専属医師であったことを利用して食事に毒を盛り、治療中にヒューリックを逃亡させる。
セラフィン・クーパース
声 - 柚木涼香
バルガシュの反タイタニア組織に参加している女性。愛称は「セラ」。ファン・ヒューリックと肉体関係を持つようになり、同じ部屋で同棲している。
アニメ版では姓が「クーパーズ」となっている。

### 政治家・軍人
エウリヤ市長
声 - 長嶝高士
惑星エウリヤの市長。エウリヤが独自に開発した「半透膜技術」の権利を巡りタイタニアとの間にケルベロス星域会戦を引き起こすが、裏ではタイタニアとの取引が成立しており、面子を保つために「急進派の暴走」という体裁を作り戦争を起こした。しかし、事情を知らないヒューリックがケルベロス星域会戦で勝利してしまったため激怒しヒューリックを追放した（アニメ版では、多額の退職金を渡している）。後にタイタニアとは友好平和条約を締結した。
アニメ版ではタイタニアとの裏取引を議会で糾弾され（周りからは売国奴扱い）、ベルティエに責任をなすり付けて追及を逃れようとしたが、イドリスと密約を交わしたベルティエによって共謀者のモロー将軍共々爆殺され、エウリヤもタイタニアに征服された。
コンノート
声 - 桐井大介
テュランジア軍司令官、少将。アムゼカールに唆されタイタニアに対し兵を挙げる。シラクサ星域会戦においてアリアバートの術中に陥り、ワイゲルト砲の奇策の前に敗れた。
アニメ版では元老院と図り自主的にタイタニアへの反乱を計画する。
ハーフェズ
声 - 逢坂力
テュランジア軍参謀長、少将。コンノートと共にタイタニアへの反乱を計画する。
サラーム・アムゼカール
声 - 梅津秀行
30歳。ヴァルダナ軍の提督としてテュランジア公国の軍事顧問を務め、シラクサ星域会戦でアリアバートと戦う。しかし、ワイゲルト砲の奇策により敗れ去り「正規軍人の正規の発想では、タイタニアの柔軟さには勝てない」ことを悟った。その後、逃亡生活を強いられ、バルガシュに身を潜めていた。反タイタニア運動のため「正直じいさん」号と接触するが、その時ファン・ヒューリックがタイタニアに逮捕され、救出作戦の一環として「正直じいさん」号のメンバーやドクター・リーと共に、新たな流星旗軍の旗揚げに参加する。
アニメ版では、ヒューリック一党の流星旗軍の旗揚げそのものがないため、シラクサ会戦以降登場していない。
トゥルビル
声 - 樫井笙人
60代、少将。バルガシュ正規軍の指揮官。白髪の頭髪に髭を生やしており、大学教授を思わせるような端然とした老紳士。礼節を持ってザーリッシュと話し合うが、結局無視される。ザーリッシュが独立国家である惑星バルガシュの主権を無視してヒューリック捕縛を行ったり、タイタニア軍の揚陸艦の降下阻止をしようとしたバルガシュ艦隊の駆逐艦が大破させられたことを切っ掛けに、会戦の責務は問われまいと判断して攻撃を決意。副官の慎重論を跳ね飛ばす等、温厚な老紳士から熱血戦争老人へと本性を表す。当初はザーリッシュ艦隊に数で押され気味であったが血気盛んに踏みとどまり続け、偶然にもヒューリック達が望んだ通りザーリッシュが乗る旗艦が地上から砲撃可能になるほど前進してくるという好機をもたらすことになる。「反タイタニア派と結託したと思われては後々不利になる」と忠告したイルクを「小心者め」と一喝することで慎重派であったイルクも主戦派へと変貌させ、ザーリッシュを欠いた敵艦隊を敗走させることに成功する。これ以降は反タイタニア派として、ファン・ヒューリック一党と歩調を合わせ、タイタニアと戦うこととなる。
イルク
声 - 坪井智浩
30代前半、少佐。トゥルビルの副官。始めはザーリッシュ艦隊との戦闘を控えるようトゥルビルをいさめていた。バルガシュの駆逐艦が攻撃されたことで、会戦は止む無しと判断。それでも、ザーリッシュの旗艦タイフーンが大破し、勢いに乗じたトゥルビルを、「反タイタニア派と結託したと思われては後々不利になる」と忠告したのだが、トゥルビルに「小心者め」と一喝される。それからは「毒食わば皿までだ!」と開き直り、唯一だった慎重派から主戦派に転じてしまう。ザーリッシュ艦隊の敗走後、トゥルビル同様、反タイタニア派の一人となる。
コルヴィン
バルガシュ外務大臣。バルガシュ正規軍とザーリッシュ艦隊との衝突の弁明をするためウラニボルグを訪れる。そこでアジュマーンに法外な賠償を要求され対応に苦慮し、ヒューリックを迎え入れポニー戦争を引き起こした。イザとなったらヒューリックを引き渡して身の安全を図ろうとしている。

## アニメ版の登場人物

### 軍人
ベルティエ
声 - 宇垣秀成
エウリヤ軍参謀長、中将。ヒューリックの上司。若輩者のヒューリックをあえて都市艦隊司令官に登用、ケルベロス星域会戦を故意に敗戦に導こうとした陰険な策士。後にイドリスと密約を交わし、市長とモロー将軍を爆殺して、「タイタニアの汚点」エウリヤ征服の口実を作る。エウリヤ滅亡後はイドリスに幕僚として登用され（階級は大佐）、エーメンタールのアルセスの下でヒューリック捕縛の策を巡らすも、出し抜かれて失敗した。間一髪で脱出には成功し、ヒューリックがカサビアンカ公国に流れ着いたことを探り当て、捕縛に向かうが取り逃がし、イドリスから与えられた最後のチャンスを失ってしまう。
モロー
声 - 志村知幸
アニメ版のエウリヤ軍司令官。市長と共にタイタニアとの裏取引に関わり、ベルティエの進言を容れヒューリックを都市艦隊司令官に任命した。後にイドリスと密約を交わしたベルティエによって市長共々爆殺された。
カイル
声 - 加藤将之
惑星エスタールに勤務する大尉。アニメ版でコンプトン・カジミールの声帯を潰した人物。エーメンタールでアルセスに仕えていた経験があり、当時、同僚だったマフディーを知っていた。
逃亡の旅を続けていたヒューリックが自分に賭けられた賞金を猫ばばするために、わざと逮捕され賞金を受け取ったその足で逃走しようとした際、マフディーの存在に気付いて先手を打ち、捕縛する。しかし夫の声を奪った張本人を前にして逆上したミランダに殴り飛ばされ、逃げるヒューリック達を撃とうとするも逆にミランダに射殺された。
ワイズ
声 - 川田紳司
テュランジア軍中佐。退役軍人で、元は准将。分艦隊、駆逐艦5隻を率いて会戦に挑む。シラクサ星域会戦で味方が総崩れとなる中、揮下の駆逐艦隊を率いてアリアバートの旗艦ゴールデン・シープに決死の突撃をかけるが僚艦5隻は撃沈され、自艦もあと一歩の所まで肉薄するが、被弾した影響により軌道がズレて掠めるだけに終わり、果たせずに撃沈。
エルウィン・ライザー
声 - 水島大宙
タイタニア一族の父とテュランジア人の母との間に生まれたハーフ。ジュスランの推挙でテュランジアの駐在武官になった。大公の死後、コンノートら軍部の不穏な動きをジュスランに知らせた。幼馴染のラティーシャを守るためテュランジアに残り、反乱軍に殺害された。
ソニア
声 - 甲斐田裕子
反タイタニア武装組織「自由エーメンタール軍」リーダー。元エーメンタール軍少佐だった女性で、ドクター・リーと連携していた。ヒューリックのリラ救出作戦に協力し、アルセス邸に陽動作戦としての正面攻撃をかける。
マッケンゼン
声 - 織田優成
「流星旗軍」の軍事顧問的、中枢的存在。中将。所属国家は明かせなかったために不明であるが、少なくとも滅ぼされた国家の軍人であると推測される。ザーリッシュ艦隊との決戦時に逃げたヒューリックを臆病者と評して、自分の作戦案（要塞を背後にして、攻撃を控えるザーリッシュ艦隊を攻撃する）で対峙するが、要塞の存在を度外視したザーリッシュ艦隊の攻撃を受け、指揮官の中で最初に戦死した。
初登場時のテロップがトスカーニと入れ替わっている。
ヘンリック
声 - 宮坂俊蔵
元テュランジア公国の軍人、少将。容貌はスキンヘッドに、片眼鏡をかけていた。ヒューリックを尊敬していたらしく、逃亡したヒューリックを連れ戻そうとした。マッケンゼンが戦死した直後に、彼もトスカーニと同じく戦死した。
トスカーニ
声 - 松本大
所属国は不明、元軍人で少将。「流星旗軍」の中枢的存在。タイタニア兵を匿ったエルビング王国を、自分自身が率いて真っ先に潰そうと具申した。ザーリッシュ艦隊との戦闘で戦死する。
初登場時のテロップがマッケンゼンと入れ替わっている。
バレンティ
声 - 樫井笙人
エスタールに駐留するタイタニア軍の長官。汚職に手を染めており、金さえ出せば何でも請負う。出世欲に駆られて部下の進言を無視した挙句ヒューリックに出し抜かれたり、生かしたまま捕えなければならないヒューリックを挑発を受けた程度で殺そうとする。
ドールマン
声 - 稲田徹
「流星旗軍」のリーダーで、ミランダの昔馴染。大きな財閥の会長で、タイタニアに財閥を潰された恨みがある。
シラクサ星域会戦後の治安の乱れを好機と見て正面からの武装蜂起を決行する。3千隻の集団でタイタニアの要塞リトル・ビッグホーンを落とすなど、勝利を飾って見せた。戦力をさらに5千隻までに膨らませたが、倍する兵力をそろえたザーリッシュ率いる討伐艦隊にあっさり敗れて降伏し、ヒューリックを捕縛するための情報を提供する事を条件にザーリッシュに登用される。後に惑星バルガシュにて降下兵部隊の指揮を執る。
コミック版にも登場し、慎重論を唱える部下に暴力を振るう尊大な人物として描かれている。降伏後は一般兵に紛れて追及を逃れようとしたが、部下の裏切りによって正体が露見し処刑された。

### その他
老執事
声 - 茶風林
心配性で人の良さそうな執事。リディアに「じい」と呼ばれており、いつも振り回される。リディアを藩王アジュマーン（事実上はジュスラン）の元へ送り届け、帰国する。
ラティーシャ
声 - 植田佳奈
テュランジア公国大公妃でエルウィンとは幼馴染。タイタニアを崇拝しており、アジュマーンを「神のようなお方」と言っている。交渉に赴いたジュスランにコンノートら軍部の反乱計画を伝え脱出を促した。ジュスランの脱出後、タイタニアに反逆することを拒み自殺した。
エルウィンに恋心を抱いていたが、大公妃と駐在武官という関係上その想いが実ることはなかった。
カレン
声 - 塩野アンリ
ヒューリックがエウリヤで会った靴磨きの少女。ヒューリックと初めて会ったのが丁度ケルベロス会戦の直後であり、調子に乗っていたヒューリックは自分を英雄と紹介した為、彼の事を「英雄」と呼ぶ。しかし本来の意味としてではなく、愛称のようなもの。エウリヤ革命の動乱で母を亡くし、親戚の伝を頼ってカサビアンカに移住していた。母の形見である麦を大切にしている。
リラを救えなかったことで抜殻のようになっていたヒューリックは、失意のままカサビアンカを訪れ、彼女と再会する。そしてその健気さに次第に元気を取り戻して行き、彼女の姿に重なるように現れたリラの幻に励まされ、完全に立ち直った。
最終回でジュスランから「タイタニアと戦う理由」を問われたヒューリックは、カレンの「タイタニアのいない宇宙が見たい」と言う言葉を挙げ、それと同じ気持ちだからと答えた。
エルベルト・カナック
声 - 中野裕斗
惑星エスタールの大統領。ヒューリック拿捕の際「正式な手続きなしではファン・ヒューリックを引き渡せない」とタイタニア相手に筋を通そうとするが、当のヒューリックは奪還され（この時点では行方不明だが、タイタニアには死亡したと伝えた）、怒ったザーリッシュの八つ当たりのような総攻撃で街を焼き払われる。その後、「ヒューリックの遺体」を引き取りに来たジュスランに空の棺を差し出して謝罪と賠償を要求するが、すぐにヒューリックの生存を見抜かれ、直後にヒューリック一味がエスタールを脱出。そのままヒューリック逃亡の責任を問われ、形式上の自治以外の権益をすべて奪われてしまう。
ベアナックル、ホークアイ
声 - 宮坂俊蔵、金光宣明
クロノスに収容されている屈強な囚人達。本名は「ボブ」と「ディック」。新たにクロノスに収監されてきたヒューリックを執拗に苛める。その正体はカサビアンカ抵抗勢力の生き残りであり、ミランダへの忠義も篤い。ヒューリックに暴行を働いたのもヒューリック救出作戦の一環であり、陽動の為に反乱を起こしたり、ヒューリックを連れたマフディーの脱出の手助けをした。
乳母
声 - 潘恵子
アジュマーンの乳母の老女。劇中のナレーションは彼女の語る独白となっている。

## 漫画版の登場人物
ロメル
コミック版のエウリヤ軍司令官。ケルベロス星域会戦の直前に持病の高血圧で入院し、代理としてヒューリックが司令官に任命される。
ワイズ
ウラニボルグにあるロンド教会の牧師。アニメ版のワイズとは別人で、タイタニアに滅ぼされたイシュタール王国の元宮廷菓子職人。工作員としてウラニボルグに長年潜伏していたが、祖国が滅んでからは任務から解放され自由な日々を過ごしていた。
リディアとバルアミーに正体を知られるが、自分を見逃そうとしてくれたリディアに感謝し、王家のレシピを譲り自決する。
ベルトラン
バルガシュの「流星旗軍」のメンバー。リーに心酔し、ヒューリックの奪還作戦に参加する。
実際には壊滅状態の「流星旗軍」でザーリッシュと戦おうとするリーに失望しており、リーたちの命と引き換えにタイタニアに寝返る。ホテル・アルハンブラでリーたちをタイタニアに差し出そうとするが、セラフィンら反タイタニア組織の妨害により失敗し、リーの仲間と間違えられタイタニア兵に射殺される。
ルドルフ
「流星旗軍」の幹部。ザーリッシュの死後にグラニートの部隊に拘束され、ヒューリック一党の探索を命じられる。
レン
バルガシュの反タイタニア組織に所属する少年。タイタニア系化学工場の事故で両親を失い、カシムに保護される。ヒューリックに憧れを抱き、タイタニアと戦うために積極的に協力している。